# Hanna Bota
Hanna Bota (n. 7 iulie 1968, Cluj-Napoca) este o poetă, prozatoare, licențiată în Teologie (1999) și în Filologie (2003).

## Cariera literară
Hanna Bota este absolventă a unui master în etnologie și folclor la Universitatea din București (2004) și doctor în antropologie culturală la Universitatea de Vest din Timișoara (2012). Este redactor la revista ”Viața românească”, colaborează la diverse reviste din țară și din străinătate. Este membră a Uniunii Scriitorilor din România și  autoare a unor volume de poezie și de proză.

## Volume de poezie
- Candidați pentru ploaia târzie, 1994
- Dincolo de sine, 1997
- Ultimele poeme închipuite ale lui VV în transcriere imaginară de..., 2003
- Elogiul pietrei, 2004
- Jurnalul unui nabi, 2007
- Don't Play with the Snakes, 2008, antologie în limba engleză
- Poeme pentru Yerutonga, 2010
- Omul și piatra, 2013
- Poeme hindice, 2013
- Imperfecțiunea perfectă. Poeme în dialog cu sculptura lui Peter Jecza,2018 (tradus în turcă în 2019)
- 33+3. Poemele copilăriei, 2020
- De-a timpul, 2024

## Volume de proză
- Tabla de șah, 2006
- Maria din Magdala, 2007
- Cronicile memoriei, 2010
- Ultimul canibal. Jurnal de antropolog, Cartea Românească, 2011, 2015, ISBN 978-973-23-2940-5
- Dansând pe Gange, 2013
- Când în fiecare zi e joi, 2016
- Trei femei, cu mine, patru, Editura Cartea Românească, 2023, ISBN 978-973-23-3409-6
- Să spui sau să nu spui, Editura POLIROM, 2024, ISBN 978-630-344-094-1